# 穆罕默德·贾马尔汗
穆罕默德·贾马尔汗（Mir Muhammad Jamal Khan，1912年9月23日—1976年3月18日）是坎巨提王国最后一任弥尔。
1934年与邻邦讷格尔王国酋长的女儿Maimona Pari结婚。1945年4月，其父亲穆罕默德·加赞汗二世去世，穆罕默德·贾马尔汗继任弥尔。1947年印度和巴基斯坦获得独立，穆罕默德·贾马尔汗在当年11月3日向巴基斯坦总督穆罕默德·阿里·真納发去电报，宣布将坎巨提并入巴基斯坦。当时的巴基斯坦由5个省、10个土邦和联邦首都组成，坎巨提和那格尔是十个土邦中的两个。
1974年，坎巨提發生反對他統治的暴動。9月25日，巴基斯坦總理阿里·布托取消坎巨提的獨立地位，其地被併入巴控克什米爾的北部地區。10月3日，穆罕默德·賈馬爾汗宣佈同意坎巨提加入巴基斯坦并退位。作为补偿，其“弥尔”的头衔仍然保留，并由后代世袭继承。二年后他在北部地区去世。其子加赞法尔·阿里汗继任坎巨提弥尔，但仅是象征性的头衔。